# 분권화
분권화(分權化) 또는 탈중앙화(脫中央化, 영어: decentralization)는 조직의 활동, 특히 계획 및 의사 결정과 관련된 활동이 중앙의 권위 있는 위치 또는 그룹에서 분산되거나 위임되는 프로세스이다. 분권화의 개념은 민간 기업 및 조직의 그룹 역학 및 경영 과학, 정치 과학, 법률 및 공공 행정, 경제, 화폐 및 기술에 적용되었다.
분권화 구현의 목표와 과정을 연구하는 사람들은 종종 UN 개발 프로그램 보고서에 따르는 분권화 주제에 적용되는 시스템 이론 접근 방식을 사용한다. 개발 목표에 대한 총체적인 정의가 사람들 자신으로부터 나오는 진입점으로서 그들을 지원하는 것이 가장 실용적인 곳이다. 여기에는 다중 수준 프레임워크와 상호 작용 및 순환 반복의 지속적이고 시너지 효과가 있는 프로세스를 분산형 시스템에서 전체성을 달성하고 개발을 지속하는 데 중요한 것으로 보는 것이 포함된다."
그러나 시스템 접근 방식의 일부로 간주되었다. 로스앨러모스 국립 연구소의 노먼 존슨(Norman Johnson)은 1999년 논문에서 다음과 같이 썼다. 에이전트 시스템의 중요한 속성은 에이전트 간의 연결 또는 연결 정도, 정보의 글로벌 흐름 또는 영향을 측정하는 것이다. 각 에이전트가 다른 모든 에이전트와 연결(상태 또는 영향 교환)되면 시스템이 고도로 연결된다."
모든 영역에서 분권화는 중앙 집중식 시스템의 문제에 대한 대응이다. 가장 많이 연구된 주제인 정부의 분권화는 경제 쇠퇴, 정부의 서비스 자금 조달 능력 부족, 과부하된 서비스 수행의 전반적인 감소, 지방 거버넌스에서 더 큰 발언권을 요구하는 소수자의 요구, 일반 공공 부문의 정당성 약화와 비효율적이고 비민주적이며 지나치게 중앙 집중화된 시스템을 가진 국가에 대한 국제적 및 국제적 압력에 대한 해결책이다.
분권화에서는 보조 성의 원칙이 자주 사용된다. 문제를 효과적으로 처리할 수 있는 가장 낮거나 가장 덜 중앙화된 기관이 그렇게 해야 한다고 주장한다. 한 정의에 따르면 "분권화 또는 분권화 거버넌스는 보조성의 원칙에 따라 중앙, 지역 및 지방 수준의 거버넌스 기관 간에 공동 책임 시스템이 있도록 권한을 재구성하거나 재구성하는 것을 말한다. 하위 국가 수준의 권한과 역량을 높이는 동시에 거버넌스 시스템의 전반적인 품질과 효율성을 높이는 것이다."
정치적 분권화를 옹호하는 사람들은 더 많은 정보에 입각한 다양한 이해관계가 사회에 더 많이 참여하면 국가적 차원에서 당국이 내리는 결정보다 더 관련성 높은 결정을 내릴 수 있다고 주장한다. 분산화는 다양성에 대한 요구에 대한 응답으로 설명되었다.
비즈니스에서 분권화는 단위 결과에 의해 달성되어야 하는 명확한 목표에 초점을 맞춘 결과 철학에 의한 관리로 이어진다. 정부 프로그램의 분권화는 통신 혼잡 감소, 예상치 못한 문제에 대한 신속한 대응, 서비스 제공 능력 향상, 지역 상황에 대한 정보 개선, 프로그램 수혜자의 더 많은 지원으로 인해 효율성과 효과를 증가시키는 것으로 알려져 있다.
경제적 및 정치적 분권화는 다양한 지역 간 또는 지역과 중앙 정부 간의 실제 또는 인지된 불평등을 줄이기 때문에 갈등을 예방하거나 줄이는 데 도움이 될 수 있다. Dawn Brancati는 정치인이 정부 내에서 더 많은 자원과 권력을 요구하기 위해 소수자 및 극단주의 그룹을 동원하는 정당을 만들지 않는 한 정치적 분권화가 주 내 갈등을 감소시킨다는 것을 발견했다. 그러나 이것이 이루어질 가능성은 민주적 전환이 일어나는 방식과 지역 정당의 입법부 의석 비율, 국가의 지역 입법부 수, 선거인 절차, 전국 및 지역 선거가 일어나는 순서와 같은 특징에 따라 달라진다. Brancati는 탈중앙화가 주 전체의 정당이 지역적 요구를 통합하고 지역 정당의 권한을 제한하도록 독려한다면 평화를 증진할 수 있다고 주장한다.

## 같이 보기
- 정치학